# 圖勞

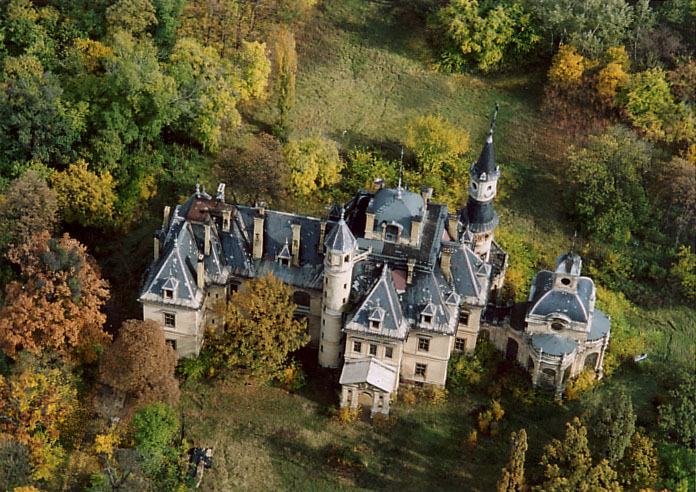

圖勞是匈牙利的城鎮，位於該國北部，由佩斯州負責管轄，面積55.92平方公里，主要經濟活動是農業，2011年人口7,834，其中約八成居民信奉天主教。